# Запис храст код старе цркве (Јагодина)
Запис храст код старе цркве (Јагодина) се налази на парцели чији је власник Српска православна црква - Православна епархија шумадијска - Црквена општина јагодинска.

## Локација
| Општина             | Јагодина                                                         |
| Катастарска општина | Јагодина                                                         |
| Потес               | Карађорђева                                                      |
| Координате          | 43° 58′ 42″ С; 21° 15′ 16″ И / 43.978400000000001° С; 21.2545° И |
| Надморска висина    | 117m                                                             |

## Карактеристике
Дендрометријске вредности утврђене на терену и сателитским снимцима:
| Стабло                     | Храст |
| Висина стабла              | m     |
| Обим дебла                 | m     |
| Пречник крошње             | 1m    |
| Пречник дебла              | m     |
| Висина дебла до прве гране | m     |

## База записа
Запис је у оквиру Викимедија пројекта "Запис - Свето дрво" заведен под редним бројем 0543.